# Лапин, Сергей Сергеевич
Сергей Сергеевич Лапин (укр. Сергій Сергійович Лапін; род. 17 декабря 1988, Дзержинск) — украинский боксёр. Мастер спорта Украины международного класса.

## Биография
Сергей Лапин родился 17 декабря 1988 года в Дзержинске Нижегородской области. Его отец — заслуженный тренер Украины Сергей Юрьевич Лапин.
Под руководством отца начал заниматься боксом в Симферополе. Вместе с ним тренировался будущий Олимпийский чемпион Александр Усик.
Становился бронзовым призёром чемпионата Украины 2009, 2010 и 2012 годов. На чемпионате Украины 2013 года Лапин стал победителем в весовой категории до 81 кг..
В 2017 году стал победителем турнира памяти Педро Саэса Бенедикто, где получил приз за лучшую технико-тактическую подготовку.
Директор промоутерской компании Usyk 17 Promotions, основанной Александром Усиком.

## Достижения
- Чемпион Украины: 2013
- Бронзовый призёр чемпионата Украины: 2009, 2010, 2012
- Обладатель Кубка Украины: 2012
- Победитель турнира Педро Саэс Бенедикто: 2008, 2009, 2010, 2011, 2013, 2014, 2017
- Победитель турнира Феликса Штама: 2012
- Победитель турнира сильнейших боксеров Украины: 2012
- Финалист чемпионата мира по версии WSB: 2013

## Список поединков

### Полупрофессиональные поединки
| Дата       | Соперник            | Место боя       | Результат |        |
| ---------- | ------------------- | --------------- | --------- | ------ |
| 2009-03-20 | Сергей Деревянченко | Кривой Рог      | Поражение |        |
| 2010-02-12 | Александр Гвоздик   | Сумы            | Поражение |        |
| 2010-12-10 | Людовик Грогюэ      | Стамбул         | Поражение |        |
| 2011-03-19 | Али Мусаев          | Барвиха         | Поражение | [ 11 ] |
| 2012-03-25 | Сергей Новиков      | Варшава         | Победа    |        |
| 2012-03-26 | Младен Манев        | Варшава         | Победа    |        |
| 2012-03-27 | Матеуш Тручь        | Варшава         | Победа    |        |
| 2012-05-19 | Александр Гвоздик   | Херсон          | Поражение |        |
| 2012-10-22 | Юрий Федотов        | Донецк          | Победа    |        |
| 2013-05-10 | Хрвойе Сеп          | Астана          | Поражение | [ 12 ] |
| 2013-12-03 | Денис Солоненко     | Ивано-Франковск | Победа    |        |
| 2013-12-07 | Алексей Новокшонов  | Ивано-Франковск | Победа    |        |
| 2013-12-08 | Александр Хижняк    | Ивано-Франковск | Победа    |        |
| 2014-02-26 | Павел Силягин       | София           | Поражение |        |

### Профессиональные поединки
| Дата       | Соперник          | Место боя | Результат |        |
| ---------- | ----------------- | --------- | --------- | ------ |
| 2017-04-07 | Артавазд Маргарян | Москва    | Победа    | [ 13 ] |